# Juno (1874)
Juno — самое старое из зарегистрированных и находящихся в эксплуатации судов в мире с возможностью ночёвки было построено в 1874 г.  Схожими судами являются построенные спустя 38 лет - Wilhelm Tham и 57 лет - Diana, которые, все три, с 2004 г. находятся под охраной памятников старины.   Судном-близнецом Juno являлось судно Venus. 

## История судна

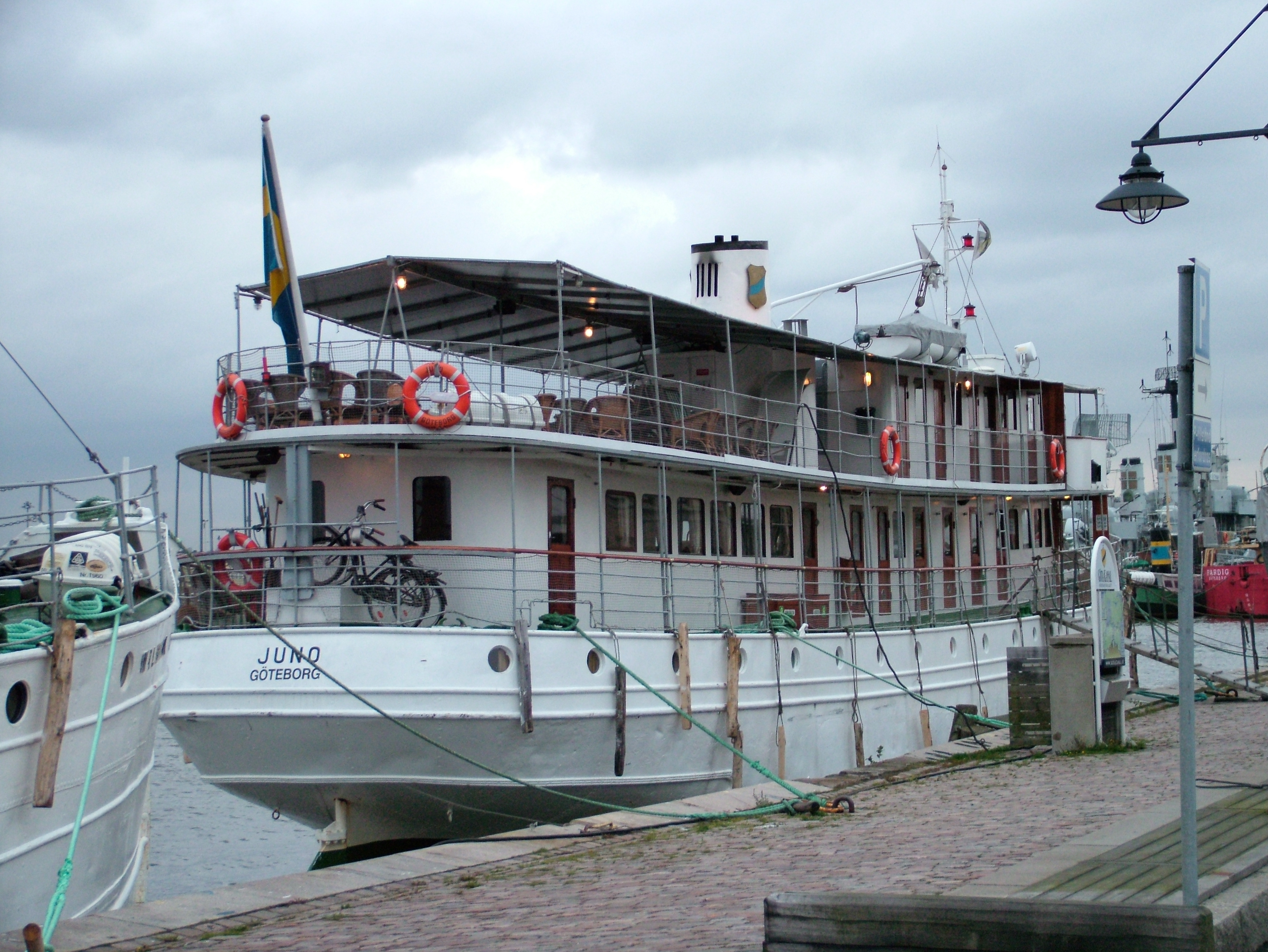
Порт приписки Juno - Гётеборг

Судно размером 29,65 м х 6,74 м х 2,82 м было построено как пароход и снабжено паровой машиной компаунд. Оно стало первым судном пароходства Motala Ströms Ångfartygs AB в Стокгольме, Швеция и должно было называться по имени британского натуралиста «Darwin», с чем однако не согласилась часть акционеров и получило название Juno. Первоначально судно ходило на линии Стокгольм - Гётеборг по Гёта-каналу, заходя с 1877 г. в Кристинехамн, Карлстад, Мариестад, Лидчёпинг, Хеллекис и Шёторп. С 1880 по 1885 пароход служил одной железнодорожной компании, а затем снова вернулся на линию  Стокгольм - Гётеборг. В 1956 г. паровую машину заменили  двумя дизельными двигателями и на следующий год судно продали пароходству Lidköpings Bogserbåts Ab в Лидчёпинг. 1 апреля 1957 г. пароходство сменила своё имя на Rederi Ab Göta Kanal. Последняя большая перестройка судна состоялась на верфи Karlstads Mekaniska Verkstad в Карлстаде 1961 (1963) г., результатом которой и стал современный внешний вид судна. Судно располагает с тех пор 29 каютами на трёх палубах, столовой и салоном. Несмотря на разрешение на 125 пассажиров занимаются только эти 29 кают на 58 персон максимум.
В 1981 г. судно было передано в Canalroute AB в Лидчёпинг и в 1996 г. судно приобрела Rederi AB Astrea в Гётеборге. Через пять лет Juno купила Strömma Turism & Sjöfart AB из Гётеборга. В мае 2002 г. состоялась последняя перестройка с капремонтом на верфи Tjörnvarvet AB в sv:Rönnäng, Чёрн.

## Происшествия
26 мая 2006 г. Juno село на мель на Гёта-канале, в результате чего пассажирам пришлось покинуть судно и 29 мая 2010 г.  Juno столкнулась около sv:Klevbrinkenа с парусной лодкой.

## На борту
К услугам пассажиров 29 уютных двухместных кают, расположенных выше уровня воды, отделанных благородными сортами древесины и латунью. Ресторан и солнечная палуба для наблюдения за шведскими ландшафтами. 